# إدي سوتو
إدي سوتو (بالإنجليزية: Eddie Soto)‏ (14 يونيو 1972 بأرتيسيا في الولايات المتحدة - ) هو مدرب كرة قدم ولاعب كرة قدم أمريكي في مركز الهجوم. لعب مع Los Angeles Salsa ‏ وEast Los Angeles Cobras ‏ ومنتخب الولايات المتحدة الوطني لكرة القدم الشاطئية وFontana Falcons ‏ وOrange County Blue Star ‏.

## وصلات خارجية
- إدي سوتو على موقع قاعدة بيانات كرة القدم.إي يو (الإنجليزية)